# Adolf Piltz
Adolf Piltz (* 8. Dezember 1855 in Ilmenau; † 1940  bei Großheringen) war ein deutscher Mathematiker, der auf dem Gebiet der Zahlentheorie arbeitete.

## Leben

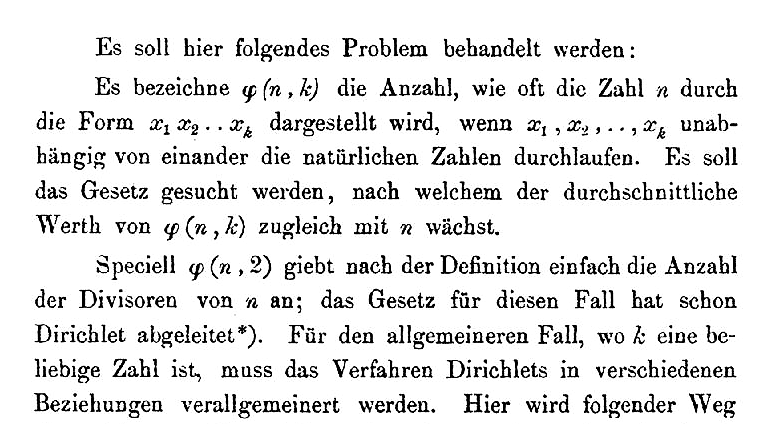
Das Piltzsche Teilerproblem in seiner Doktorarbeit aus dem Jahr 1881

Adolf Piltz besuchte in Eisenach das Gymnasium und studierte, nach dem Militärdienst 1875/76, in Jena und Berlin. Nach dem Lehrerexamen im Jahr 1881 war er 1881/82 Referendar am Gymnasium in Wittstock. Im Jahr 1883 habilitierte er sich bei Carl Johannes Thomae an der Universität Jena und bewarb sich dort um eine Anstellung als Privatdozent. Der Bericht der Fakultät enthielt die Anmerkung, daß es Herrn Dr. Piltz eine große Arbeit kostet, sein Wissen und seine Gedanken zum Ausdruck zu bringen. Dennoch wurde seine Bewerbung akzeptiert und er war von 1883 bis 1897 in Jena als Privatdozent tätig. Ab 1884 war er auch Mitglied der Jenaer Gesellschaft für Medizin und Naturwissenschaft.
Nach dem Tod seines Vaters, der ihn bisher finanziell unterstützt hatte, musste Adolf Piltz seine (unbezahlte) Dozentur 1897 aufgeben (nach einem Skandal, zu dem ein Gutachten des Psychiaters Otto Binswanger beitrug, welches zum Beispiel von „jahrelanger Versumpfung“ des Privatdozenten sprach). Danach war Piltz bis 1926 Redakteur des „Thüringer Kuriers“ in Bad Sulza und unterrichtete zeitweise Mathematik am Thüringer Technikum in Ilmenau. 1940 ertrank er bei Großheringen in der Ilm.
Nach Adolf Piltz ist das Piltzsche Teilerproblem benannt, welches eine Verallgemeinerung des Dirichletschen Teilerproblems ist.
Im Jahr 1901 schrieb Piltz zwei Briefe an Edmund Landau (Berlin, ab 1909 in Göttingen), in denen er eine frühere Ankündigung eines verbesserten Resultats für das Dirichletsche Teilerproblem ausführen wollte (siehe die Arbeit Über Dirichlets Teilerproblem von Landau von 1920). Obwohl Landau die Argumentation von Piltz unverständlich fand, konnte er  seinen Ansatz aufgreifen und bezeichnete ihn sogar als eine „geniale Methode“ (Über Dirichlets Teilerproblem, S. 16).

## Schriften
- Doktorarbeit: Über das Gesetz, nach welchem die mittlere Darstellbarkeit der natürlichen Zahlen als Produkte einer gegebenen Anzahl Faktoren mit der Grösse der Zahlen wächst, Berlin, 1881 (Göttinger Digitalisierungszentrum)
- Habilitationsschrift: Über die Häufigkeit der Primzahlen in arithmetischen Progressionen und über verwandte Gesetze, Neuenhahn, Jena, 1884 (online)
- Mitteilung über das Dreikörperproblem, Jahresbericht der DMV 1, 68–70, 1890/91
- Eine Mitteilung aus der Zahlentheorie, Naturf. Ges. Halle 64, 15–16, 1891